# Jean-Marc Rochette
Jean-Marc Rochette, né le 23 avril 1956 à Baden-Baden (Allemagne), est un peintre, un sculpteur, un illustrateur, un écrivain, et un auteur de bande dessinée français. 
Il est connu pour être le co-créateur des séries Edmond le cochon, en 1979, et Le Transperceneige, à partir de 1982, ainsi que le créateur de la trilogie Ailefroide, altitude 3954 en 2018, Le Loup en 2019, La Dernière Reine en 2022.

## Biographie
Jean-Marc Rochette est né à Baden Baden en 1956. Il a un an quand son père médecin, Luc Rochette, meurt à la guerre d'Algérie. Sa mère, Andrée Bouron, l'élève seule à Grenoble. Il suit pendant un an des cours en histoire de l'art puis s'inscrit en arts plastiques à Aix-en-Provence.
Il se destine d'abord au métier de guide de haute montagne. En 1976, après un grave accident dû à une chute de pierres, il délaisse l'alpinisme et commence une carrière d'auteur de bande dessinée. Il racontera plus tard cette période de sa vie dans Ailefroide, altitude 3954 (2018). 
Il publie d'abord dans Actuel et ensuite dans l’Écho des savanes. Il réalise un court-métrage d'animation, La Chasse, en 1975, qui lui vaut le prix des Ciné-clubs de France. Avec Martin Veyron, il crée la série Edmond le cochon (1979) et il crée le personnage de Claudius Vigne, qui paraît dans la revue (À suivre), où il publie ensuite d'autres récits. 
Rochette succède au dessinateur Alexis pour la série Le Transperceneige, scénarisée par Jacques Lob, dans (À suivre) en 1982-1983. Le premier volume reçoit en 1985 le prix Témoignage chrétien. Bien que la série connaisse un succès critique, sa diffusion demeure presque confidentielle. 
En 1986 paraît l'album À tes souhaits, sur un scénario de Tito Topin. Avec Benjamin Legrand, il dessine Requiem blanc en 1987. En parallèle, il illustre l'histoire jeunesse Nemo et le capitaine vengeur sur un texte de Jean-Pierre Hugot en 1987.
Au milieu des années 1990, il s'intéresse à la littérature jeunesse sur des textes de Jean-Luc Cornette et à l'illustration de classiques, Le Petit Poucet, Le Chat Botté, Pinocchio, ... Il dessine également des narrations humoristiques.
Tout en dessinant pour les journaux Le Sport et L'Équipe entre 1987 et 1994, il rencontre un accueil mitigé pour ses albums de bande dessinée.
Il se remet à la science-fiction à la fin des années 1990 en reprenant Le Transperceneige et il crée Le Tribut avec Benjamin Legrand. En 2000, il crée Napoléon et Bonaparte, qui obtient l'année suivante l'Alph-Art humour au festival d'Angoulême. En 2003, avec René Pétillon, il donne naissance à la série burlesque Louis et Dico et, en 2005 avec Martin Veyron, à la parodie historique Cour Royale. Il poursuit un travail de peintre et d'illustrateur sur le Candide de Voltaire en 2002 et sur l’Odyssée d'Homère en 2006. En 2009 paraît Himalaya Vaudou, chez Drugstore, avec Fred Bernard,. 
De 2009 à 2016, il vit à Berlin, où il apprend l'allemand et s'adonne « à la peinture de paysages abstraits ». Il a plusieurs expositions en France et en Allemagne.  En 2013 sort le film adapté de son album Transperceneige par le réalisateur coréen Bong Joon-ho qui en avait lu en 2004 une version pirate. Le film garde le même titre. En 2015 avec Terminus, il relance Le Transperceneige en collaboration avec Olivier Bocquet. 
Jean-Marc Rochette revient en France, pour exercer dans un atelier parisien et s'installer dans la vallée du Vénéon.
Il publie en 2018, toujours avec Olivier Bocquet, Ailefroide: altitude 3954, bande dessinée autobiographique exprimant sa passion de jeunesse pour l'alpinisme. L'ouvrage remporte le prix Ouest-France - Quai des bulles 2018. Il marque un tournant dans sa carrière, en raison de son important succès critique et public (60 000 exemplaires vendus en date de mai 2019) et parce que Rochette, qui souffrait de dyslexie dans sa jeunesse, n'osait pas écrire lui-même ses scénarios; en parallèle, l'artiste reprend l'alpinisme. 
Après cette expérience « libératrice », en mai 2019, paraissent coup sur coup Le Loup ainsi qu'un prequel au Transperceneige: Extinctions, co-scénarisé avec Matz. La même année, les éditions Daniel Maghen publient Vertiges, un livre d'illustrations et d'interviews avec la journaliste Rebecca Manzoni. 
En 2020, les éditions Paulsen publient Manifeste pour peindre le bleu du ciel, un livre d'entretiens avec l'écrivain Fabrice Gabriel, où il développe son approche de la peinture de paysage. La première saison de la série Snowpiercer tirée du Transperceneige est diffusée en juin 2020 aux États-Unis sur la chaîne TNT, et sur Netflix pour le reste du monde.
En 2020, toujours installé dans la « vallée du Vénéon, au sein du massif des Écrins », Jean-Marc Rochette, qui défend et applique « une écologie de décroissance », s'inspire dans ses derniers ouvrages des animaux, de la nature vierge et de la montagne. En novembre 2020, l'artiste annonce préparer un album sur « l’histoire du dernier ours abattu dans le Vercors » et qui s'intitulerait La Dernière Reine. Le livre sort en octobre 2022, le titre La Dernière Reine « désigne la dernière ourse abattue d’un coup de fusil dans le Vercors en 1898 », et « raconte l’acharnement des hommes à faire disparaître cet animal depuis des siècles et des siècles ». 

### Réaction à la polémique à propos de Vivès
En décembre 2022, Jean-Marc Rochette réagit à la polémique née à propos de Bastien Vivès lors de la 50e édition du Festival international de la bande dessinée d’Angoulême. Ce dernier est critiqué pour son œuvre « à caractère pédopornographique » par une partie de la profession et accusé de promouvoir l'inceste ; plus de 400 autrices et auteurs, éditeurs et éditrices demandent que le festival « rédige et établisse une charte d’engagement, afin que les futures sélections et programmations du festival soient réalisées dans le respect du droit des personnes minorisées ainsi que dans l’égalité de leurs représentations ». 
Jean-Marc Rochette prend la défense de Vivès, estimant que ce dernier était cloué « au pilori sans autre forme de procès ». Dans un message via Facebook, il déclare aussi : « Je vais me tenir le plus éloigné possible d’un milieu où de telles idées ["un manuel du politiquement responsable"] peuvent germer. Je viens de refuser une conférence vidéo au festival d'Angoulême où j'aurais dû parler de La Dernière Reine et de ses enjeux. Ce livre sera mon dernier. »

### Au coeur de l'hiver
Si La Dernière Reine boucle le cycle de la trilogie alpine, Jean-Marc Rochette poursuit sa carrière artistique entre littérature, peinture et sculpture.
Son premier récit qu'il publie en 2024, Au cœur de l'hiver, relate un hivernage à 1 600 mètres d'altitude, au cœur du massif des Écrins, quand la route d'accès au hameau des Étages est coupée par les avalanches, et que l'on réinvente son rapport au monde, à la nature environnante, à la création, au temps et à l'autre. C'est le témoignage des quatre hivers passés coupés du monde par l'auteur et sa compagne de 2020 à 2024. Au coeur de l'hiver a reçu le prix du récit de montagne au FIFAD, festival international du film alpin des Diablerets le 9 août 2025.
En septembre 2024, il ouvre à Grenoble La Galerie les Étages où sont exposés l'ensemble de ses grands formats de paysages à l'huile, créés à Berlin, ainsi que ses sculptures (bronzes et terres cuites) et aquarelles.
Jean-Marc Rochette publie en 2025 deux monographies consacrées à son œuvre picturale : Les Bêtes Blanches, accompagnée des poèmes de Robert Alexis en mars 2025 et Les Écrins, recueil de l'ensemble de ses aquarelles de montagnes, à paraître le 19 novembre 2025.

## Œuvres

### Bande dessinée
- Les Dépoteurs de chrysanthèmes, Futuropolis, 1980.
- Edmond le cochon (dessin), avec Martin Veyron (scénario) :

1. Edmond le cochon, Les Éditions du Fromage, 1980  (ISBN 2-902503-39-3).
2. Edmond le cochon va en Afrique, Les Éditions du Fromage 1981  (ISBN 2-902503-46-6).
3. Le Continent mystérieux, Albin Michel, 1983  (ISBN 2-226-04870-7).
4. Le Mystère continental, Albin Michel, 1993  (ISBN 2-226-06189-4).

Intégrale Edmond le cochon en deux tomes parus aux éditions Cornélius, 2003-2010  (ISBN 2-909990-88-5) -  (ISBN 978-2-915492-34-7).
- Le Transperceneige, Casterman :

1. Le Transperceneige, scénario de Jacques Lob, 1984  (ISBN 2-203-33418-5).
2. L'Arpenteur, scénario de Benjamin Legrand, 1999  (ISBN 2-203-33480-0).
3. La Traversée, scénario de Benjamin Legrand, 2000  (ISBN 2-203-33489-4).
4. Terminus, scénario d'Olivier Bocquet, 2015  (ISBN 978-2-203-08941-9).

Histoires du Transperceneige, scénario de Nicolas Finet, 2013  (ISBN 978-2-203-05021-1)
- À tes souhaits (dessin), avec Tito Topin (scénario), Futuropolis, 1985.
- Claudius Vigne touche le fond, Casterman, 1985  (ISBN 2-203-33523-8).
- Requiem blanc (dessin), avec Benjamin Legrand (scénario), Casterman, 1987  (ISBN 2-203-33436-3).
- Nemo, le capitaine vengeur (dessin), avec Jean-Pierre Hugot (scénario), Bayard, 1988  (ISBN 2-7009-4053-9).
- L'Or & l'esprit - Le Tribut (dessin), avec Benjamin Legrand (scénario), Casterman, 1997  (ISBN 2-203-38875-7).
- Napoléon et Bonaparte, Casterman, 2000  (ISBN 2-203-38888-9)[19].
- Cour royale (dessin), avec Martin Veyron (scénario), Albin Michel, 2005  (ISBN 2-226-16669-6)
- Panique à Londres, scénario de René Pétillon, Albin Michel, 2003  (ISBN 2-226-13823-4)[20].
- Scandale à New-York, scénario de René Pétillon, Albin Michel, 2004  (ISBN 2-226-15250-4)
- Triomphe à Hollywood, scénario de René Pétillon, Albin Michel, 2006  (ISBN 2-226-17550-4)
- Himalaya Vaudou, scénario de Fred Bernard, Drugstore, 2009  (ISBN 978-2-7234-6907-4)
- Le Tribut, scénario de Benjamin Legrand, version intégrale, Cornélius, 2017  (ISBN 978-2-360-81102-1)
- Ailefroide : altitude 3954, co-scénarisé avec Olivier Bocquet, postface par l'écrivain et alpiniste Bernard Amy, Casterman, 2018  (ISBN 978-2-203-12193-5).
- Transperceneige - Extinctions, co-scénarisé avec Matz, couleurs de José Villarrubia, Casterman :

1. Volume 1, mai 2019  (ISBN 978-2203165816).
2. Volume 2, juin 2020  (ISBN 9782203172296).

- Le Loup, couleurs d'Isabelle Merlet, Casterman, mai 2019  (ISBN 978-2-203-19677-3). Sélection officielle du Festival d'Angoulême 2020.
- Vertiges, éd. Daniel Maghen, novembre 2019, 175 pages  (ISBN 978-2356740762)[21].
- La Dernière Reine, Casterman, octobre 2022, 240 p.  (ISBN 978-2-203-20835-3) - Sélection officielle du Festival d'Angoulême 2023

### Participation
- Nimbus présente le grand orchestre, Cumulus, 1980
- Luc Leroi Contre les Forces du Mal, Futuropolis, 1982
- Le livre des bides, scénario de Stephen Pile, éditions du Cygne, 1983
- Il était une fois…, adaptation de Le Garçon qui criait au loup, 1995
- Pierre Desproges en BD, Jungle !, 2005
- Tooloose , Casterman, 2007
- Cornélius ou l'art de la mouscaille et du pinaillage, Cornélius, 2007
- L'épisode 204 de la série Les Autres Gens, paru dans le double tome 10/11, Dupuis, 2013

### Illustration
- Candide, illustration du roman de Voltaire, Albin Michel, 2002
- L'Odyssée, illustration du livre d'Homère, Albin Michel, 2006
- Anabase, en collaboration avec Bernard Amy, éditions Le Tripode, 2016
- Rochette du Privilège de la Verticalité, avec Elisabeth Chambon, éditions Lienart, 2011
- Débâcles , avec Jérémie Villet, Les Étages Éditions, 2024
- Les bêtes blanches, avec Robert Alexis, Les Étages Éditions, 2025

### Autres
- Manifeste pour peindre le bleu du ciel, entretiens avec Fabrice Gabriel, Paulsen,  (ISBN 978-2-35221-324-6).
- Bestiaire des alpes , Les Étages Éditions,  (ISBN 978-2-9577129-0-8).
- Au cœur de l'hiver, récit de montagne, Les Étages Éditions, 2024,  (ISBN 978-2-9577129-2-2).
- La chair du monde, entretiens avec Adrien Rivierre, Allary Éditions, 2025,  (ISBN 978-2-37073-518-8).

## Adaptations de son œuvre
- 2009 : King Guillaume adaptation de Panique à Londres par le réalisateur Pierre-François Martin-Laval.
- 2013 : Snowpiercer, le Transperceneige par le réalisateur Bong Joon-ho.
- 2020 : Snowpiercer série de télévision par le réalisateur Graeme Manson.

## Distinctions
- 1985 : prix « Témoignage chrétien » du Festival d'Angoulême, pour Le Transperceneige, avec Jacques Lob ;
- 2001 : Alph-Art humour au Festival d'Angoulême pour Napoléon et Bonaparte ;
- 2006 : nomination pour le prix public du meilleur album du Festival d'Angoulême, pour Cour royale, avec Martin Veyron ;
- 2018 : 
  - Prix Ouest-France - Quai des Bulles pour Ailefroide, altitude 3954 avec Olivier Bocquet ;
  - Mention spéciale du jury au Salon international du livre de montagne de Passy pour Ailefroide, altitude 3954,  avec Olivier Bocquet[22].
- 2019 :
  - Grand Prix du livre de montagne pour Ailefroide, altitude 3954 au festival international du film alpin des Diablerets (Suisse)[23].
  - Prix Wolinski de la BD du Point pour Le Loup[24].
- 2022 : 
  - La Dernière Reine est élue « livre de l'année » 2022 par Lire Magazine littéraire
  - La Dernière Reine est aussi Grand Prix de la BD Elle 2022, ex æquo avec Le poids des héros.
  - La Dernière Reine est  Grand prix RTL de la bande dessinée 2022.
- 2025 :
  - Grand Prix du livre de récit de montagne pour Au coeur de l'hiver au festival international du film alpin des Diablerets (Suisse)